# Christian Waldner
Christian Waldner (Bolzano, 8 ottobre 1959 – Bolzano, 15 febbraio 1997) è stato un politico italiano, esponente dell'autonomismo sudtirolese.

## Carriera politica

### Nella SVP
Proveniente da una famiglia benestante, Christian Waldner studiò economia e divenne assistente di cattedra all'università di Innsbruck. Iscrittosi giovanissimo alla Südtiroler Volkspartei, fu presto eletto Obmann (presidente) della Junge Generation, sezione partitica giovanile.
Il suo progressivo spostamento su posizioni estremiste, che lo portò a sposare le tematiche dell'autodeterminazione sudtirolese dall'Italia e della riunificazione del Tirolo storico, lo spinse al conflitto coi vertici del raggruppamento politico: nel 1989, intervenendo al 37º congresso provinciale SVP in veste di capo della sezione giovanile, Waldner comparò la situazione altoatesina al crollo dei regimi comunisti nell'Europa orientale, definendo "non eterna" l'appartenenza dell'Alto Adige all'Italia; gli rispose polemicamente il presidente della provincia di Bolzano e leader del partito Silvius Magnago, affermando che «decidere del proprio destino non significa cambiare le frontiere».
Insieme ad altri due esponenti della "destra" del partito, Ferdinand Willeit e Franz Arthur Pahl, e all'attivista austriaco Karl Wolfgang Scheiber, il 15 settembre 1991 Waldner cercò di affermare la propria posizione convocando a Gries am Brenner la manifestazione denominata "vento baltico", per perorare le istanze pantirolesi. L'iniziativa non ebbe però il successo sperato: nonostante il tentativo di coinvolgere 138 compagnie di Schützen (aventi circa 16.000 affiliati, tra cui lo stesso Waldner), vi parteciparono solo 4.000 "cappelli piumati", dei quali appena 1000 dall'Alto Adige e 500 dal Trentino. A uscirne "vincitore" fu pertanto il nuovo leader SVP Luis Durnwalder, fautore del mantenimento dell'autonomia nel contesto dello Stato italiano, che seppur fischiato durante il suo intervento riuscì a ribadire la propria egemonia sul partito e sulla politica provinciale.

### Die Freiheitlichen
La spaccatura tra Waldner e i vertici SVP si approfondì inesorabilmente, risolvendosi infine nella sua fuoriuscita. Circa un anno dopo, il 7 dicembre 1992, il politico "ribelle" stipulò, presso Castel Guncina (l'albergo di sua proprietà a Bolzano), l'atto fondativo di un proprio partito politico, Die Freiheitlichen ("i libertari"), ottenendo esplicitamente l'appoggio del quasi omonimo Partito della Libertà Austriaco guidato da Jörg Haider.
Il nuovo soggetto politico, chiaramente collocato a destra e in favore della separazione dell'Alto Adige dall'Italia, si pose in diretta competizione col "partito di raccolta" e si affermò rapidamente come seconda forza politica provinciale: alle elezioni provinciali del 1993 conquistò 2 seggi.
La personalità ingombrante di Waldner diventò però presto "scomoda" anche tra i Freiheitlichen, in cui stavano frattanto confluendo vari altri esponenti dell'area ideologica estremista (spesso non allineati con il leader) e numerosi Schützen: una fronda interna condusse infine alla sua espulsione.

### Bündnis 98
Waldner tentò subito di riorganizzarsi fondando un nuovo soggetto politico battezzato Bündnis 98 ("Alleanza 98"), con l'intento di ripresentarsi alle elezioni provinciali del 1998. Al contempo ingaggiò un nuovo scontro frontale con la SVP, lanciando accuse di corruzione a carico di diversi esponenti del partito e minacciando la pubblicazione di un dossier "scottante".
La lotta politica divampò tuttavia anche nell'estrema destra sudtirolese, suo bacino di voti, ormai conteso da ben quattro partiti (oltre Bündnis 98 vi erano infatti i Freiheitlichen, l'Union fur Südtirol di Eva Klotz e l'ala destra della SVP), dei quali tre apertamente schierati per l'autodeterminazione provinciale. Waldner dal canto suo si fece terra bruciata intorno, litigando con tutti, pure con gli Schützen, dai quali rassegnò le dimissioni il 22 febbraio 1995 per incompatibilità personale con gli avversari politici Pius Leitner e Peter Paul Rainer, nuovi "uomini forti" dei Freiheitlichen; nel tentativo di rilanciare la propria campagna elettorale cercò finanche, invano, di aprire una televisione privata locale.

### L'avvicinamento alla Lega Nord
Nell'autunno del 1996, poco dopo la simbolica proclamazione a Venezia dell'indipendenza della Padania, Waldner allacciò i contatti con alcuni esponenti della Lega Nord Trentino, la quale aveva da poco celebrato il proprio congresso con un esito lacerante: si erano infatti sfidate due correnti dalle forze praticamente eguali e, per pochi voti, era prevalsa la linea del gruppo dei "paesani" Rolando Fontan-Sergio Divina-Erminio Boso, a scapito della fazione "cittadina" di Trento, vicina agli ambienti dell'Università. La partita congressuale aveva quindi avuto uno strascico sui media, con veementi accuse di brogli da parte del gruppo perdente, pronto a consumare una scissione dal partito, la quale si stimava avrebbe potuto drenare dalla Lega Nord fino al 50% del proprio elettorato in regione.
Dinnanzi a questo pericolo i "paesani" guardarono con interesse a Waldner, accreditato di un pacchetto di circa 18.000 voti "personali": la Lega Nord Trentino iniziò quindi a far pressione sui vertici di Milano affinché la Lega Nord Alto Adige-Südtirol fosse commissariata e affidata a Waldner. Le parti in causa contavano in tal modo di trarre un mutuo beneficio: il politico altoatesino avrebbe infatti potuto sommare i suoi voti a quelli leghisti alle elezioni provinciali del 1998, mentre viceversa, in prospettiva elezioni politiche 2001, i candidati leghisti del collegio di Trento per la Camera e il Senato avrebbero ricevuto anche le preferenze pro-Waldner.
I calcoli si rivelarono ben presto errati, almeno per gli interessi del partito. Da un lato militanti e i dirigenti della Lega Nord Alto Adige-Sudtirol si opposero alla manovra, chiamando in causa vari articoli dello statuto del partito, i quali tra l'altro imponevano minimo due anni di militanza prima di una candidatura. Dall'altro il presunto bacino di voti personali di Waldner era ormai da ritenersi pesantemente intaccato per via del suo trasformismo (quattro partiti cambiati in dieci anni), nonché per la sua completa rottura con i maggiori gruppi politico-ideologici della destra etnica tedesca (gli Schützen, dai quali si era dimesso nel 1995 e che avevano trovato altri referenti, e l'ala estrema della SVP, con la quale il rapporto permaneva conflittuale) e, in prospettiva, per la scarsa appetibilità in ambito regionale di un soggetto politico "italiano".
Alla luce di ciò, l'unico a poter trarre un effettivo vantaggio dal connubio era proprio Waldner, che come capolista della Lega Nord Alto Adige-Südtirol avrebbe potuto incamerare consenso anche nell'elettorato di lingua italiana e confermare il proprio seggio in Consiglio provinciale.
A dicembre 1996 il patto era ormai da ritenersi consolidato: per sancirlo ufficialmente, Christian Waldner fu quindi invitato a parlare dal palco del congresso nazionale della Lega Nord del 15 febbraio 1997 a Milano.

## L'omicidio Waldner
Sabato 15 febbraio Christian Waldner non si presentò al congresso leghista, celebrato al Palavobis di Milano; l'indomani il suo segretario personale, l'ex carabiniere Hansjörg Kofler, tentò ripetutamente di telefonargli, senza ottenere risposta. Lunedì 17 febbraio, rientrato nel suo ufficio a Bolzano, trovò sul tavolo il dattiloscritto del discorso preparato per l'occasione: a quel punto si risolse a contattare la DIGOS. Nel mentre un altro collaboratore di Waldner salì a Castel Guncina, scoprendo che entrambe le macchine di Waldner erano parcheggiate nei loro stalli (una di esse con uno pneumatico bucato) e che il suo dobermann era tranquillo nel proprio recinto; entrato nell'edificio, trovò chiuse a chiave sia la porta della reception (dove il politico era solito lavorare), sia quella della stanza in cui alloggiava.
Di lì a poco anche Kofler, accompagnato da una collega e da due agenti di polizia, raggiunse l'albergo con le chiavi per aprire le stanze interne: entrati nell'ufficio della reception, vi trovarono il corpo di Christian Waldner, assassinato da 5 colpi d'arma da fuoco. In seguito verrà accertato che il delitto avvenne alle ore 12:00 del 15 febbraio 1997 e che l'arma era una carabina Norinco calibro 22.

### Processi
Verrà incriminato come autore dell'omicidio l'amico Peter Paul Rainer.
Rainer, amico di adolescenza di Waldner, non aveva mai passato l'esame di maturità. Waldner gli aveva fornito un diploma contraffatto, grazie al quale Rainer aveva potuto laurearsi ad Innsbruck ed essere addirittura assunto all'Università di Innsbruck come professore. Rainer aveva ultimamente rifiutato di seguire Waldner nella Lega Nord Alto Adige-Südtirol, ed era stato per questo ricattato da Waldner. Da ciò derivò l'omicidio. Seguirono vari tentativi di depistaggio tra cui una goffa falsificazione di una relazione del SISMI, su carta da anni non più in uso ai servizi, per tentare di attribuire l'omicidio a terzi in una storia di affari con la mafia dell'est.
- Processo di 1º grado in Corte d'assise a Bolzano. 8 luglio – 11 agosto 1997: condannato a 22 anni di carcere.
- Processo di 2º grado in Corte d'assise d'appello a Trento. 29 giugno – 2 dicembre 1998: assolto per insufficienza di prove.
- Cassazione in Roma: annulla il processo di 2º grado e rimanda a Brescia.
- Processo di 2º grado in Corte d'assise d'appello a Brescia. 16-20 maggio 2000: condannato a 18 anni di carcere.
- Cassazione in Roma: conferma della condanna del processo a Brescia.

### Caso mediatico
La vicenda presenta la particolarità unica della confessione dell'omicida oltre alle autorità giudiziarie, anche davanti alle telecamere di Rai 3 per un'edizione del telegiornale locale del 4 marzo 1997. In seguito Rainer ritrattò in tribunale.
Oltre che sui giornali locali, il caso venne seguito dalla trasmissione Blu notte - Misteri italiani di Carlo Lucarelli nel 2000.